# Zein bint al-Husayn
Zein bint al-Husayn (in arabo زين بنت الحسين; Amman, 23 aprile 1968) è una principessa giordana.

## Biografia

### Educazione e matrimomio
La principessa Zein è nata nel 1968 con la gemella Aisha, come ultimogenita di re Husayn e di Antoinette Avril Gardiner.
Frequentò la Westover School a Middlebury, dove fu capitano della squadra di pallavolo e si diplomò nel 1986, e il New England College a Torrington. Il 3 agosto 1989 sposò ad Amman il Sayyid Majdi Al-Saleh (figlio minore del Sayyid Farid Al-Saleh).
La principessa Zein e la sua sorellastra Alia sono anche cognate, con Alia sposata con il fratello di Majdi Al-Saleh.

### Attività
Dagli anni '90 fu impegnata in lavori umanitari e durante la guerra del Golfo sostenne il Gulf Peace Team, un movimento nonviolento contro il conflitto.
Nel marzo 1997 il palazzo Hashemiyeh, che fino ad allora era adibito al ricevimento dei dignitari stranieri, fu trasformato dal re Husayn in un orfanotrofio. A Zein venne affidata da suo padre la responsabilità di gestire la struttura, ribattezzata "Dar al-Bir" (Casa della Pietà).
Il 5 marzo 2013 visitò gli amministratori e i pazienti del Miami Children's Hospital, dove assistette anche a programmi di avanguardia come TeleHealth, un servizio di telemedicina. Con il marito possiede il Royal Ja'afar Stud, dove allevano cavalli arabi.

## Patrocini
- Dar al-Bir Orphanage.[1]

## Discendenza
Zein bint al-Husayn e il Sayyid Majdi Al-Saleh hanno due figli biologici e una adottata:
- Ja'afar (9 novembre 1990);
- Jumana (9 novembre 1990), gemella del precedente;
- Tahani Al-Shahwan.

## Titoli e trattamento
- 23 aprile 1968 - attuale: Sua Altezza Reale, la principessa Zein di Giordania

## Ascendenza
|                           |                 |                         | Genitori            |  |  | Nonni |  |  | Bisnonni                 |  |  | Trisnonni         |  |
|                           |                 |                         |                     |  |  |       |  |  | Abd Allah I di Giordania |  |  | al-Husayn ibn Ali |  |
|                           |                 |                         |                     |  |  |       |  |  | Abd Allah I di Giordania |  |  | al-Husayn ibn Ali |  |
|                           |                 | Abdiyya bint Abdullah   |                     |  |  |       |  |  | Abd Allah I di Giordania |  |  |                   |  |
| Talal di Giordania        |                 |                         |                     |  |  |       |  |  | Abd Allah I di Giordania |  |  |                   |  |
|                           |                 | Musbah bint Nasser      | Nasser Pasha *      |  |  |       |  |  |                          |  |  |                   |  |
|                           |                 | Musbah bint Nasser      | Nasser Pasha *      |  |  |       |  |  |                          |  |  |                   |  |
|                           |                 | Musbah bint Nasser      | Dilber Khanum *     |  |  |       |  |  |                          |  |  |                   |  |
| Husayn di Giordania       |                 | Musbah bint Nasser      |                     |  |  |       |  |  |                          |  |  |                   |  |
|                           |                 | Jamil 'Ali bin Nasser   | Nasser Pasha        |  |  |       |  |  |                          |  |  |                   |  |
|                           |                 | Jamil 'Ali bin Nasser   | Nasser Pasha        |  |  |       |  |  |                          |  |  |                   |  |
|                           |                 | Jamil 'Ali bin Nasser   | Dilber Khanum       |  |  |       |  |  |                          |  |  |                   |  |
| Zein al-Sharaf Talal      |                 | Jamil 'Ali bin Nasser   |                     |  |  |       |  |  |                          |  |  |                   |  |
|                           |                 | Wijdan Shakir Pasha     | Shakir Pasha        |  |  |       |  |  |                          |  |  |                   |  |
|                           |                 | Wijdan Shakir Pasha     | Shakir Pasha        |  |  |       |  |  |                          |  |  |                   |  |
|                           |                 | Wijdan Shakir Pasha     | ...                 |  |  |       |  |  |                          |  |  |                   |  |
| Zein bint al-Husayn       |                 | Wijdan Shakir Pasha     |                     |  |  |       |  |  |                          |  |  |                   |  |
|                           | Arthur Gardiner | John Gardiner           |                     |  |  |       |  |  |                          |  |  |                   |  |
|                           | Arthur Gardiner | John Gardiner           |                     |  |  |       |  |  |                          |  |  |                   |  |
|                           | Arthur Gardiner | Esther Scarph           |                     |  |  |       |  |  |                          |  |  |                   |  |
| Walter Percy Gardiner     | Arthur Gardiner |                         |                     |  |  |       |  |  |                          |  |  |                   |  |
|                           |                 | Mabel Jane Tovell       | Daniel Tovell       |  |  |       |  |  |                          |  |  |                   |  |
|                           |                 | Mabel Jane Tovell       | Daniel Tovell       |  |  |       |  |  |                          |  |  |                   |  |
|                           |                 | Mabel Jane Tovell       | Ada Alberta King    |  |  |       |  |  |                          |  |  |                   |  |
| Antoinette Avril Gardiner |                 | Mabel Jane Tovell       |                     |  |  |       |  |  |                          |  |  |                   |  |
|                           |                 | Arthur Sutton           | Josiah Sutton       |  |  |       |  |  |                          |  |  |                   |  |
|                           |                 | Arthur Sutton           | Josiah Sutton       |  |  |       |  |  |                          |  |  |                   |  |
|                           |                 | Arthur Sutton           | Elizabeth Able      |  |  |       |  |  |                          |  |  |                   |  |
| Doris Elizabeth Sutton    |                 | Arthur Sutton           |                     |  |  |       |  |  |                          |  |  |                   |  |
|                           |                 | Dora Elizabeth Alderton | Augustus Alderton   |  |  |       |  |  |                          |  |  |                   |  |
|                           |                 | Dora Elizabeth Alderton | Augustus Alderton   |  |  |       |  |  |                          |  |  |                   |  |
|                           |                 | Dora Elizabeth Alderton | Gertrude Ruth Green |  |  |       |  |  |                          |  |  |                   |  |
|                           |                 | Dora Elizabeth Alderton |                     |  |  |       |  |  |                          |  |  |                   |  |